# BeyWarriors: BeyRaiderz
BeyWarriors: BeyRaiderz est une série télévisée d'animation canado-japonaise, un spin-off de la série Beyblade. Bien qu'il ait été produit au Japon, il n'a pas encore été diffusé en japonais. La série a été initialement annoncée comme BeyRaiderz: Shogun, mais a depuis été renommée BeyWarriors: BeyRaiderz. La série agit comme une continuation à BeyWheelz alors qu'elle continue de suivre l'histoire de Sho, Jin et Léon.
En France, la série est diffusée sur Canal J et Gulli.

## Synopsis
Dans un pays inconnu, six bêtes gardiennes assurent la protection et aident les villes à prospérer grâce à des batailles appelées BeyRaiderz. Un mal inconnu survient pour affronter les six personnages gardiens, forçant les six à s'unir. À la fin de la bataille, la terre est protégée, mais les gardiens tombent dans un sommeil. Cela permet à de nombreuses catastrophes naturelles de se produire, faisant perdre à la terre sa beauté et les gens à oublier les batailles de BeyRaiderz. Alors que les six bêtes gardiennes commencent à se réveiller, elles font appel à six BeyWarriors d'autres pays. Les six BeyWarriors reçoivent chacun BeyRaiderz et sont chargés de passer de l'arène du Colisée à l'arène du Colisée pour se battre. Combattre suffisamment de temps permettra aux esprits de se réveiller, et cela ne peut pas arriver assez tôt car la même obscurité qui les a amenés à s'unir se réveille et menace de détruire le monde une fois de plus.

## Personnages

### Les BeyWarriors et leur BeyRaiderz
- Sho Tenma est le personnage principal de l'anime. Il est léger et amical et est le premier BeyWarrior que Rachel et Jimmy rencontrent. Sho regarde toujours le bon côté et peut sembler un peu insouciant, mais dans les batailles, son véritable potentiel, apparemment sans fin, fait surface.
- Jin Ryu est le meilleur ami de Sho. C'est un personnage silencieux et pondéré qui a un fort sens de l'esprit sportif. Il prend tout très au sérieux et fonctionne comme une voix de la raison pour ses amis. Jin possède également la capacité de percer la roche solide.
- Léon Fierce est le dernier des premiers amis de Sho. Il semble rugueux et un peu impoli, mais une fois qu'on apprend à le connaître, il s'avère être une personne très attentionnée. Léon a une mauvaise humeur qui a tendance à se mettre en travers de son chemin, mais malgré cela, il a une façon unique de traiter les autres. Il a tendance à être un bon mentor, mais il est aussi le dernier à faire confiance à quelqu'un.
- Armes Navy est un BeyWarrior comme Sho et ses amis. On ne sait pas grand chose sur Armes, mais il ne semble pas prendre l'amitié facilement et semble être un solitaire.
- Ricky Gills est une personne très extravertie. Il est toujours le premier à chercher un moyen d'aider quelqu'un en difficulté et il veut être l'ami de tout le monde. Il semble un peu crédule aux forces des ténèbres.
- Task Landau est un homme qui regarde constamment Sho et ses amis. Il est le dernier des BeyRaiderz choisis, mais sa mission principale est d'évaluer les forces de chacun pour le mystérieux Kaiser Gray.

### Personnages de soutien
- Rachel Cruz est une jeune fille qui possède un mystérieux miroir boussole qui la guide vers chaque colisée et lui permet de voir si une bête mythique BeyRaiderz est proche.
- Jimmy Cruz est le petit frère de Rachel. Il connaît la légende des six bêtes mythiques et croit qu'elles ramèneront la prospérité dans le pays. Il est un bon cuisinier et rejoint Rachel tout au long de son voyage pour aider à ramener les six BeyRaiderz à pleine puissance.

### Antagonistes
- Kaiser Gray/Flame apparaît pour la première fois dans la série sous la forme d'un globe oculaire. Il a envoyé Task pour évaluer les forces individuelles de chaque BeyRaiderz. Il se révèle plus tard être le héros Flame, qui a reçu l'immortalité par les bêtes mythiques et qui a été autorisé à vivre dans le jardin sacré avec elles. Après avoir vaincu Tempest et arrêté sa quête pour conquérir le monde BeyRaiderz, il a été endormi comme les bêtes mythiques. Quand ils sont ressuscités, lui aussi est ressuscité.
- Tempest est un blader légendaire qui a été vaincu par la flamme du héros peu de temps avant que les bêtes mythiques ne s'endorment. Il n'apparaît que dans des flashbacks tout au long de la série et se révèle plus tard être l'ancêtre de Rachel et Jimmy Cruz.

### Autres
- Domani est un jeune creuseur qui trouve des artefacts perdus représentant les six bêtes légendaires. Il est le premier garçon que Sho rencontre dans le nouveau monde.
- Klaus est l'un des amis de Domani. C'est lui qui a trouvé le tunnel où ils cachent leurs artefacts menant à la première arène du Colisée des villes.
- Morgen est l'autre ami de Domani qui tente de piéger Sho dans des pièges dans la première ville.
- Holly est une jeune fille qui a perdu sa grand-mère dans la forêt près d'une vieille ville. Seules elle et sa grand-mère vivent dans la région. Elle est retrouvée et protégée par Jin jusqu'à ce que sa grand-mère puisse être retrouvée.
- Grand-mère est la grand-mère de Holly dans la forêt. Tout en ramassant des herbes, elle tombe du chemin et se sépare de Holly. Elle essaie de retrouver Holly, mais une entorse à la cheville l'empêche de marcher.
- Le narrateur raconte l'action de l'épisode précédent et exprime également la prochaine prévisualisation.
- Le chasseur de trésor est l'un des quatre adultes présentés dans cette série. Il cherche des trésors cachés en voyageant de région en région. Il croit que le trésor qu'il cherche mènera le monde, et surtout lui-même, à la prospérité. Il n'a pas peur d'installer des pièges pour empêcher sa proie de trouver le trésor qu'il cherche. Il ne se rend pas compte que tout ce qu'il a rencontré, ce sont des arènes de bataille et que sa plus grande aide sera d'aider les BeyWarriors à réveiller leurs bêtes.
- Atsushi est un jeune homme qui demande à Jin de lui apprendre à casser des rochers. Bien que Jin refuse sa demande, il enseigne à Atsushi une leçon précieuse sur la vraie force. Il apparaît dans les épisodes 6, 12 et 13.
- Moot, Raizon et André sont trois jeunes garçons qui sont les meilleurs amis. Ils apparaissent dans les épisodes 8 et 13 de la série. Les trois garçons ont quitté leur village natal à cause de la famine et de la sécheresse, mais ils se sont promis de revenir dans un an pour aider à creuser un puits et faire de nouveau le village. À leur retour, aucun d'entre eux n'a accompli ses rêves. Maintenant, les BeyWarriors doivent les aider à réaliser que dire la vérité et essayer de toutes ses forces est le meilleur moyen de réussir, même si cela signifie beaucoup de travail acharné.

## Épisodes
1. Espoir
2. Amis
3. Réunion
4. Défi
5. Trésor
6. Confrontation
7. Légende
8. Nostalgie
9. Paradis
10. Renaissance
11. Collision
12. Vérité
13. Dernier combat

## Jouets

### Dans la série
Un BeyRaiderz est essentiellement une voiture-jouet qui est propulsée par une Beyblade. Une bataille se déroule en tête-à-tête dans une arène. Une scène centrale contient des jetons qui sont libérés par des mains mécaniques. Le but est de sécuriser le plus de jetons et de dynamiser votre esprit BeyRaiderz. Un nombre impair de jetons est toujours utilisé, avec un minimum de 3 jetons détenus.

## Séries associées
- BeyWarriors: Cyborg